# Stigmella prunetorum
Stigmella prunetorum là một loài bướm đêm thuộc họ Nepticulidae. Loài này có ở khắp châu Âu (ngoại trừ Ireland, bán đảo Iberia và the Mediterranean Islands).

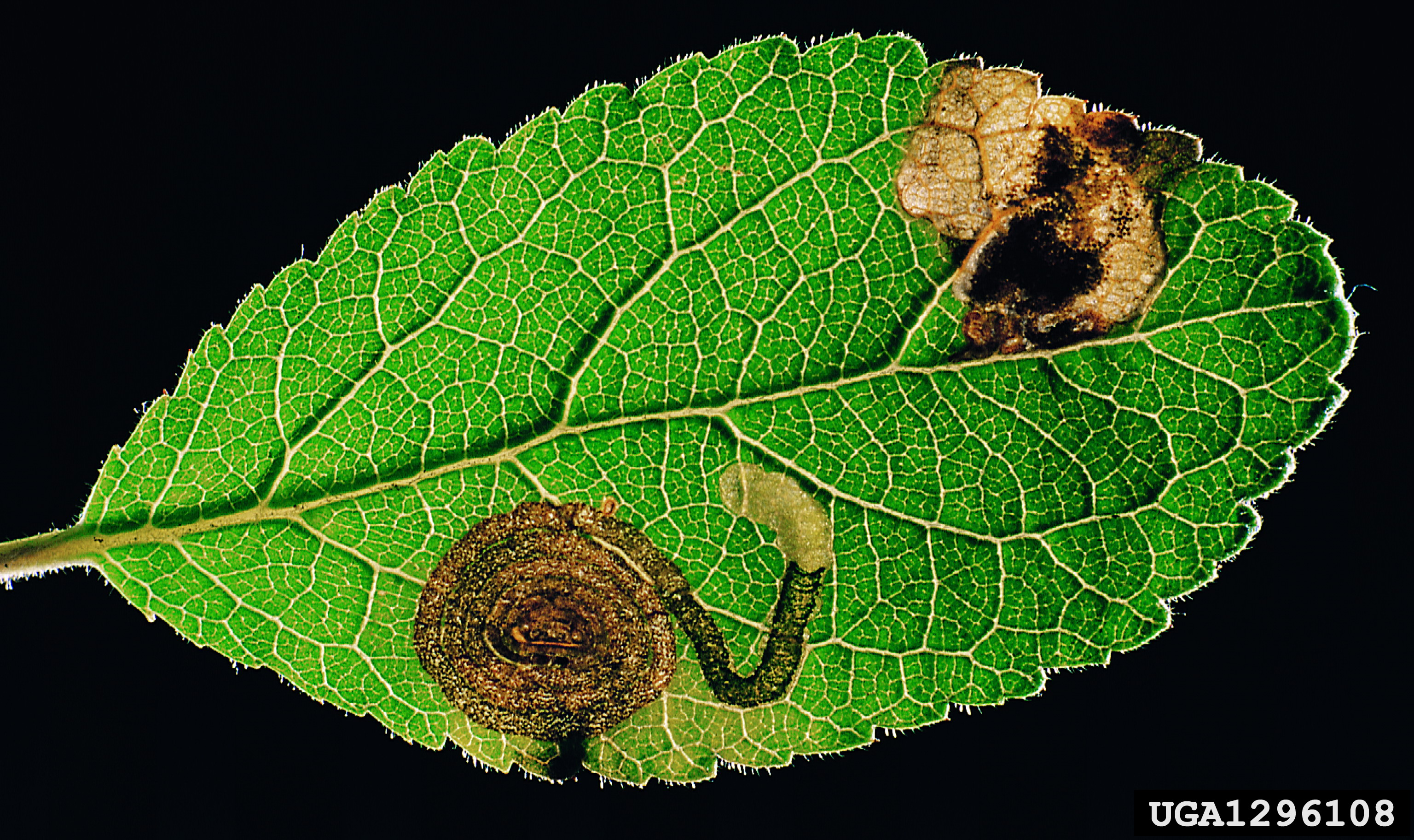
Stigmella prunetorum mine

Sải cánh dài 4.3-4.7 mm. Con trưởng thành bay vào tháng 5.
Ấu trùng ăn Prunus armeniaca, Prunus avium, Prunus brigantina, Prunus cerasifera, Prunus cerasus, Prunus cocomilia, Prunus domestica, Prunus insititia, Prunus spinosa và Prunus triloba. Chúng ăn lá nơi chúng làm tổ. 